# Eucalyptus deglupta
Eucalyptus deglupta, wegen der vielfarbigen Rinde auch Regenbogenbaum genannt, ist eine Pflanzenart aus der Gattung der Eukalypten (Eucalyptus). Es ist eine der wenigen außerhalb Australiens verbreiteten Arten der Gattung und die einzige, die auch natürlich nördlich des Äquators vorkommt. Eucalyptus deglupta gehört zu den am schnellsten wachsenden Baumarten.

## Beschreibung

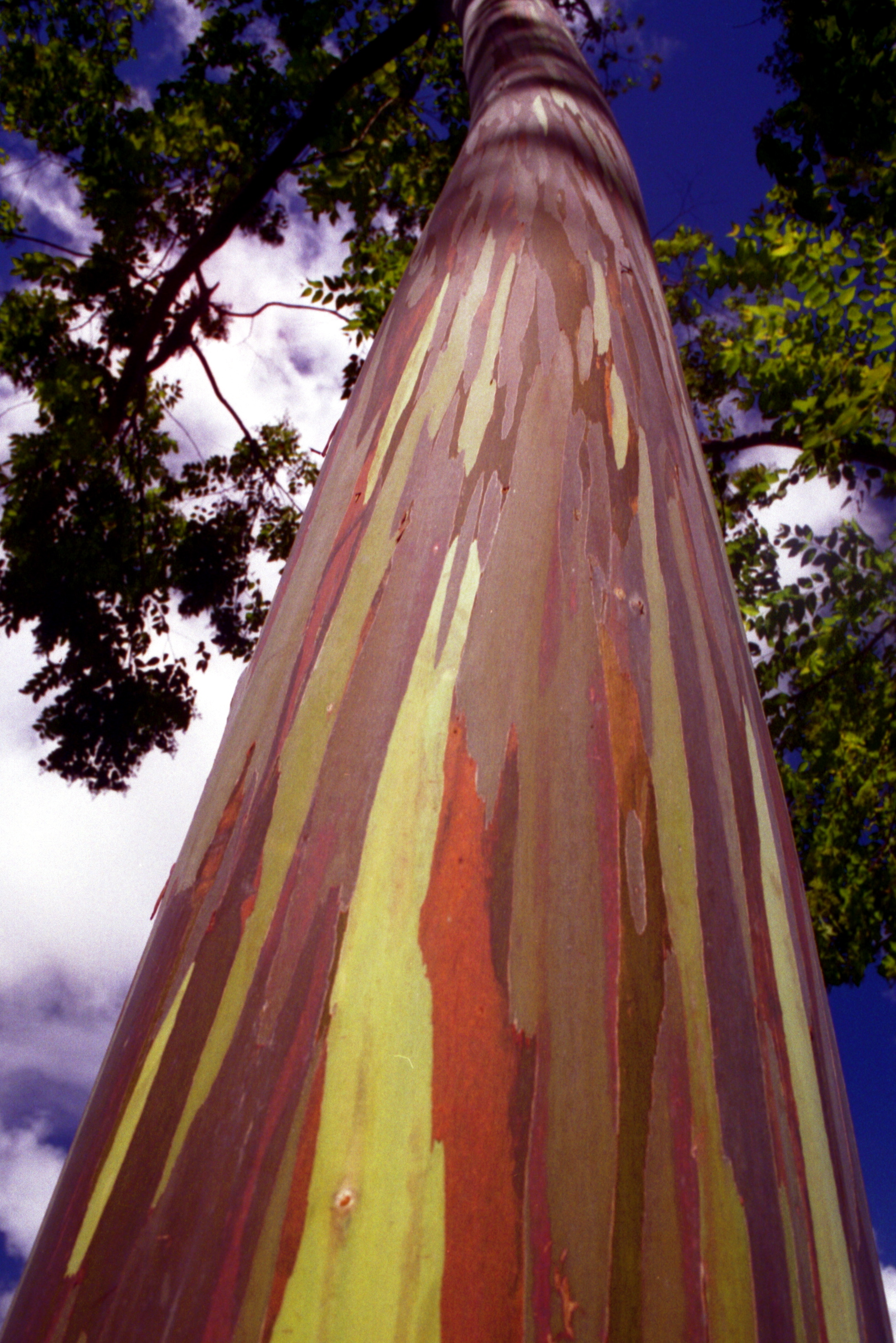
Borke

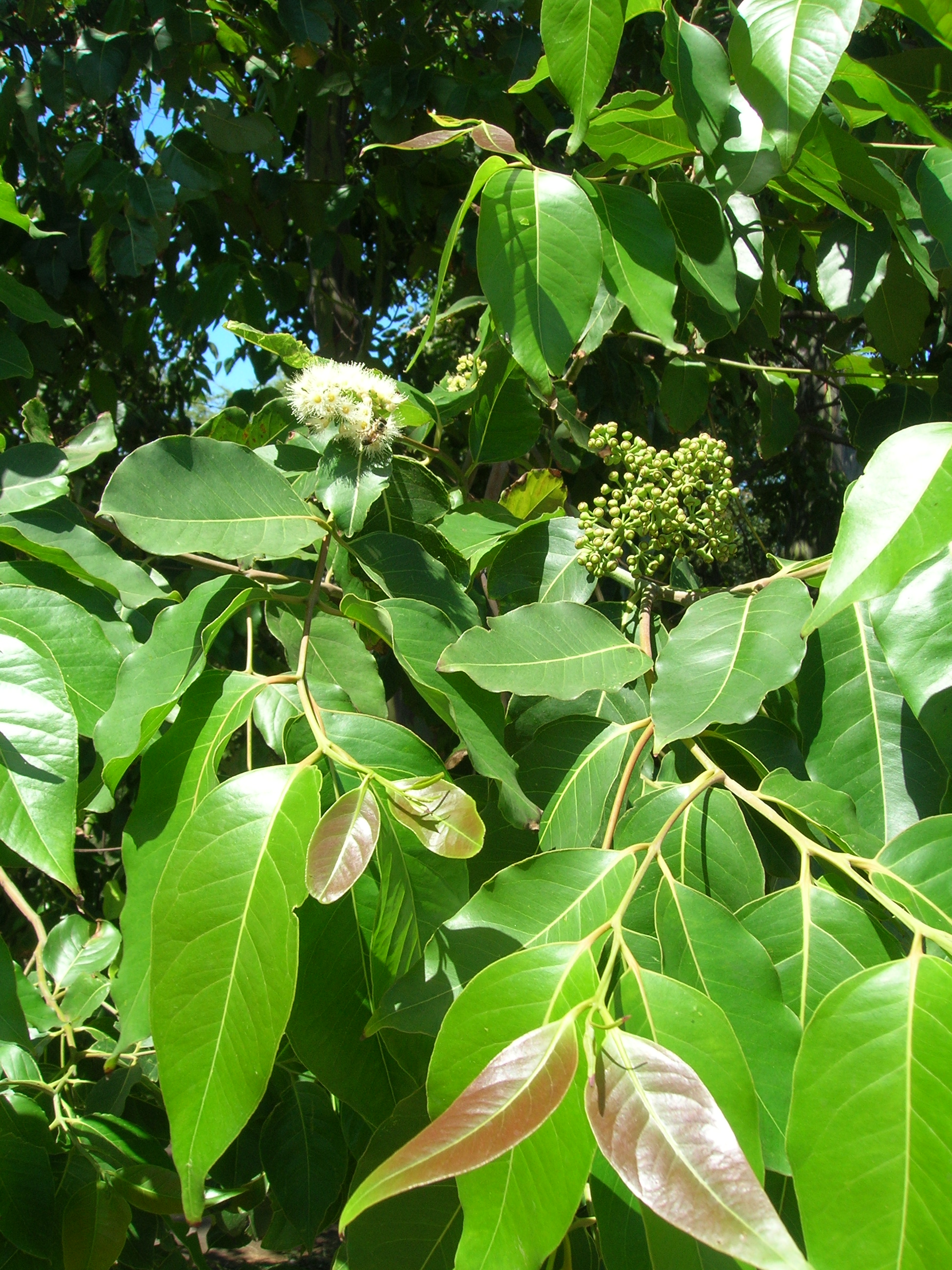
Zweige mit gestielten Laubblättern und Blütenständen

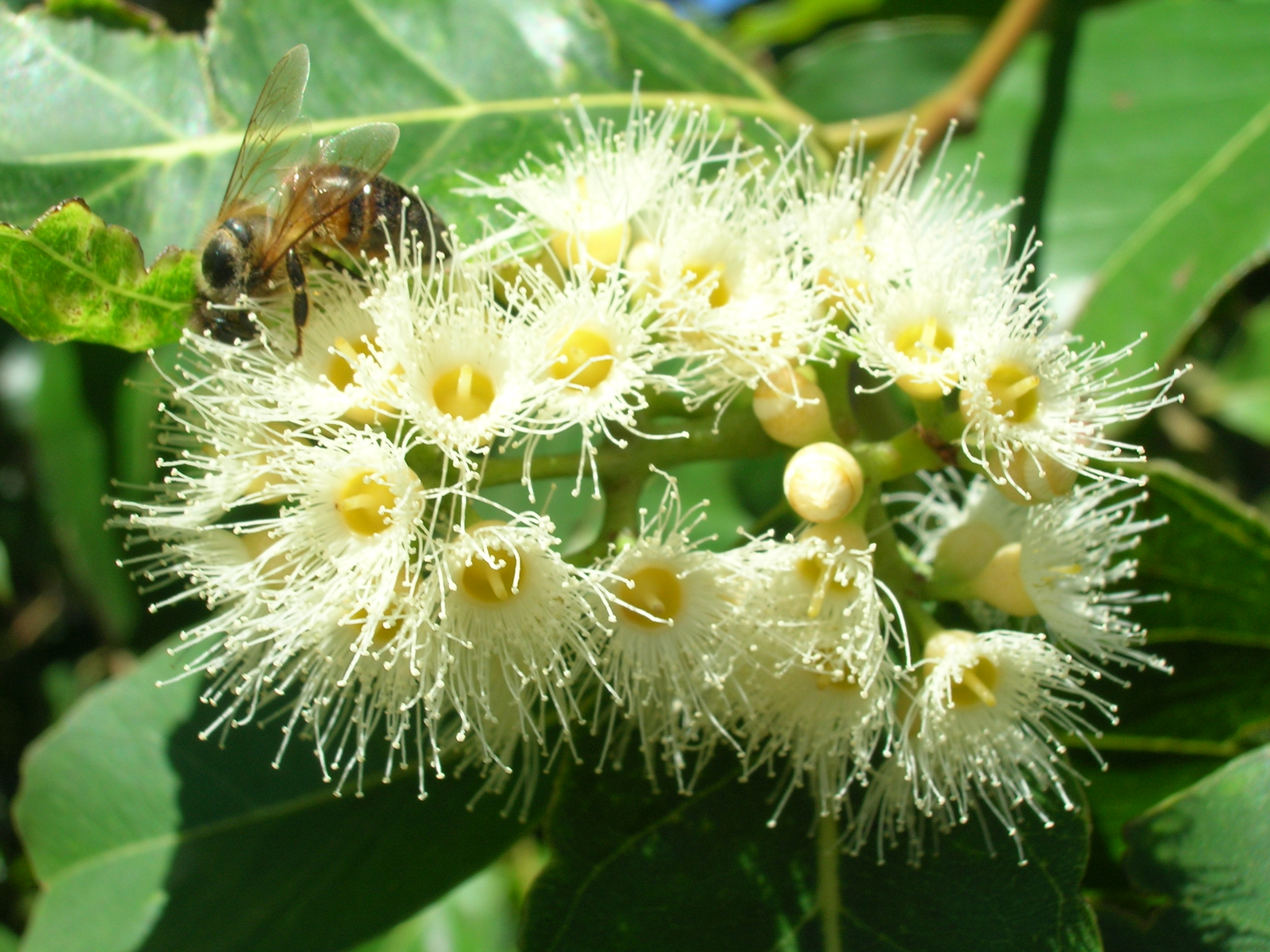
Blütenstand

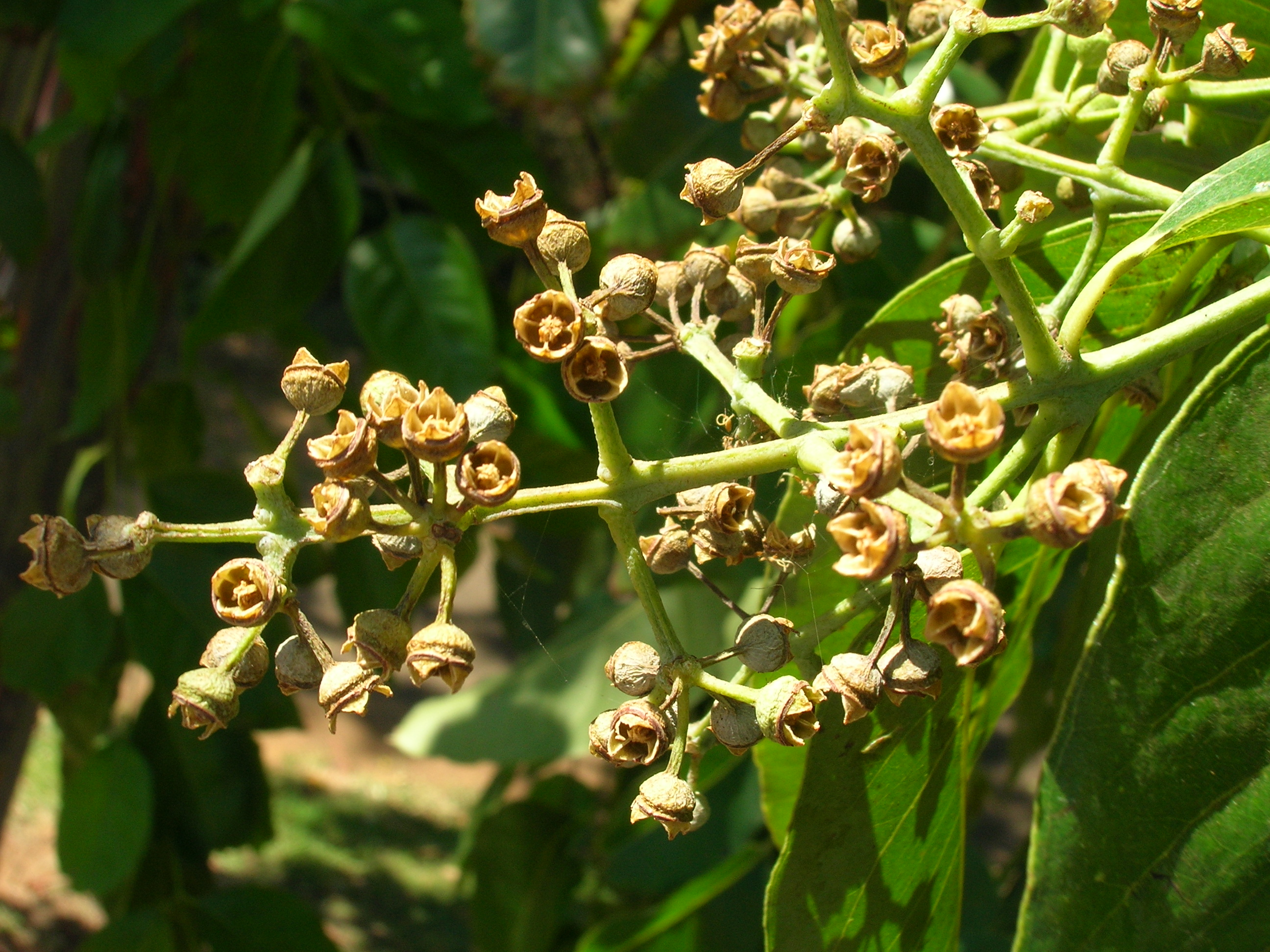
Fruchtstand mit offenen Kapselfrüchten

### Vegetative Merkmale
Eucalyptus deglupta wächst als sehr hoher, immergrüner Baum, der Stammdurchmesser von bis zu 200, ausnahmsweise bis 300 Zentimetern und Wuchshöhen von meist bis zu 60, in Ausnahmefällen bis zu 80 Metern erreicht. Je nach Standortbedingungen können 3 bis 4 Meter hohe Brettwurzeln ausgebildet sein.
Die Borke ist glatt, braun bis gelblich, an abgeschälten Stellen grün. Die einzigartige vielfarbige Borke ist ein auffälliges Merkmal von Eucalyptus deglupta. An jährlich auftretenden Rissen in der äußeren Rinde erscheint regelmäßig die leuchtend grüne inneren Rinde, die sich dann verdunkelt und zu blau, lila, orangefarben und kastanienbraunen Tönen reift.
Die Krone ist bei jungen Bäumen konisch, im Alter etwas abgeflacht. Die Zweige sind vierkantig, oft mit vier blattförmigen Leisten an den Kanten (geflügelt).
Die gegenständig, beinahe gegenständig oder wechselständig an den Zweigen angeordneten Laubblätter sind in Blattstiel und -spreite gegliedert. Der Blattstiel ist 1 bis 1,5 Zentimeter lang. Die normalerweise horizontal stehende, einfache, ganzrandige Blattspreite ist bei einer Länge von 7 bis 15, selten bis zu 20 Zentimetern sowie einer Breite von 4 bis 7,5, selten bis zu 10 Zentimetern eiförmig bis eiförmig-lanzettlich mit gerundetem bis spitzem oder etwas zugespitztem oberen Ende. Die kahle Blattspreite ist auf der Oberseite etwas glänzend und auf der Unterseite heller. Es liegt Fiedernervatur vor. Nebenblätter fehlen.

### Generative Merkmale
Der seiten- oder endständige Gesamtblütenstand ist ein doldig zusammengezogenes Dichasium (sogenannte „Konfloreszenz“), der aus doldigen Teilblütenständen besteht, die jeweils drei bis sieben Blüten enthalten. Der kantige Blütenstandsschaft ist etwa 12 Millimeter lang. Der Blütenstiel ist etwa 5 Millimeter lang.
Wie typisch für die Gattung, ist die kugelige oder fast keulenförmige Blütenknospe von einem, bei Eucalyptus deglupta halbkugeligen oder konischen, Deckel (Operculum) bedeckt, der beim Aufblühen abgeworfen wird und eine Narbe zurücklässt. Bei Eucalyptus deglupta ist, wie bei allen Verwandten, ein doppeltes Operculum ausgebildet. Die zwittrigen Blüten sind radiärsymmetrisch und weiß. Es sind unterschiedlich viele, meist drei bis fünf, Kelchzipfel und oberhalb eines Blütenbechers meist vier bis fünf unscheinbare Kronblätter vorhanden, diese können auch vollständig fehlen. Es sind zahlreiche weiße Staubblätter vorhanden. Der Fruchtknoten ist unterständig.
Die dünnwandige Kapselfrucht ist bei einem Durchmesser von 3 bis 5 Millimetern ei- bis keulenförmig oder kugelig. Sie ist in den verholzten Blütenbecher eingeschlossen, der sich mit drei bis vier kleinen Fruchtklappen bei Samenreife öffnet und zahlreiche Samen enthält. Die winzigen, braunen Samen sind abgeflacht mit einem kleinen, endständigen Flügel.

## Verbreitung und Standorte
Eucalyptus deglupta ist die einzige Eukalyptusart die von Natur aus auf der Nordhalbkugel auftritt. Das natürliche Verbreitungsgebiet erstreckt sich über Neubritannien, Neuguinea, Seram, Sulawesi und Mindanao. Es ist eine der wenigen Eucalyptus-Arten, die natürlicherweise außerhalb von Australien verbreitet sind (wo sie nicht indigen vorkommt).
In ihrem natürlichen Verbreitungsgebiet wird ein Rückgang angenommen. Gründe sind, neben der besonderen Anfälligkeit für Feuer, bevorzugtes Wachstum auf ebenem Schwemmland (mit guter Eignung auch für die Landwirtschaft) und nicht nachhaltige Holzernte.
Eucalyptus deglupta gedeiht in humiden tropischen Regenwäldern, mit Jahresniederschlägen von mindestens 2.500, teilweise über 5.000 Millimetern, es ist die einzige natürlicherweise im tropischen Regenwald vorkommende Eucalyptus-Art. Sie gedeiht am besten in Höhenlagen unterhalb von 150 Metern, auf Alluvialböden und kommt aber in Gebirgen vereinzelt bis in Höhenlagen von 2000 Metern vor. Auf optimalen Standorten gehört sie zu den am schnellsten wachsenden Baumarten der Erde.

## Systematik
Die erste Erwähnung dieser Art als Arbor versicolor durch den Botaniker Georg Eberhard Rumpf stammt aus dem Jahr 1743, von einem vermutlich 1668 auf Seram gesammelten Exemplar. Die formale, heutigen taxonomischen Standards genügende Erstbeschreibung von Eucalyptus deglupta erfolgte durch Carl Ludwig Blume 1849, ihr lag ein (nicht blühendes), auf Sulawesi gesammeltes Exemplar im Herbarium von Kaspar Georg Karl Reinwardt zugrunde. Synonyme für Eucalyptus deglupta Blume sind: Eucalyptus multiflora Gray, Eucalyptus binacag Elmer, Eucalyptus schlechteri Diels, Eucalyptus naudiniana F.Muell.
Eucalyptus deglupta wird innerhalb der Gattung Eucalyptus mit fünf anderen tropischen Arten in eine Untergattung Telocalyptus gestellt (von anderen Autoren als Untergattung Minutifructus gefasst). Genetische Untersuchungen weisen allerdings darauf hin, dass diese Untergattung keine natürliche Einheit darstellt, demnach gehören die Arten zur (artenreichsten) Untergattung Symphyomyrtus. Dafür spricht auch, dass die Art Hybride mit anderen Arten der Untergattung Symphyomyrtus bildet.

## Verwendungen
Eucalyptus deglupta wird auch in Plantagen angebaut, vor allem für Holzfasern bei der Herstellung von Papier. Er ist für die Papierherstellung die auf den Philippinen vorwiegend verwendete Art. Eucalyptus deglupta gehört weltweit zu den fünf für die Forstwirtschaft bedeutsamsten Eucalyptus-Arten. Angebaut werden auch Hybriden.
Eucalyptus deglupta wird als Zierpflanze in tropischen und subtropischen Gärten und Parks verwendet. Es ist nicht winterhart.

### Holz
Das Kernholz ist rotbraun und vom weißen bis rosafarbenen Splintholz oft undeutlich abgesetzt. Das Holz enthält 44 bis 51 % Zellulose, 29 bis 30 % Lignin, 14 bis 19 % Pentosane, der Aschengehalt liegt bei 0,6 bis 1,2 %. Das trockene Holz ist mit der Hand und von Maschinen gut zu bearbeiten, besitzt aber eine Tendenz zum Reißen, vor allem bei Bohrungen. Es ist nicht sehr dauerhaft und anfällig gegenüber Termiten.

## Trivialnamen
Trivialnamen sind Bagras (Philippinen), Mindanao gum (Australien), Komo oder Kamarere (Neuguinea).